# Anne Applebaumová
Anne Elizabeth Applebaumová (* 25. červenec 1964, Washington, D.C.) je americká novinářka a spisovatelka židovského původu. Roku 2004 získala Pulitzerovu cenu v kategorii literatury faktu za knihu Gulag: A History. Ve stejné kategorii získala roku 2012 National Book Award za knihu Iron Curtain: The Crushing of Eastern Europe, 1945-1956. Věnuje se zejména problematice sovětského Ruska a východní Evropy. Je členkou pravicově orientovaného think tanku American Enterprise Institute, měla blízko k administrativě George W. Bushe. Jejím manželem je od roku 1992 polský politik a novinář Radosław Sikorski, který se v prosinci 2023 stal ministrem zahraničních věcí Polska. Spolu s manželem pobývá v Chobielinu v Kujavsko-pomořském vojvodství, kde si po roce 1989 pořídili a postupně opravili zdevastovaný klasicistní zámeček.

### České překlady
- Gulag : dějiny. Praha; Plzeň: Beta-Dobrovský; Ševčík, 2004. 604 s. ISBN 80-7306-152-X. ISBN 80-7291-116-3.
- Mezi východem a západem : napříč pohraničím Evropy. Ostrava: Občanské sdružení Pant, 2014. 238 s. ISBN 978-80-904578-9-8.
- Železná opona : podrobení východní Evropy 1944-1956. Praha; Plzeň: Beta-Dobrovský; Ševčík, 2014. 510 s. ISBN 978-80-7306-664-2. ISBN 978-80-7291-236-0.
- Rudý hladomor : Stalinova válka na Ukrajině. Praha; Plzeň: Beta-Dobrovský; Ševčík, 2018. ISBN 978-80-7593-009-5. ISBN 978-80-7291-253-7.
- Soumrak demokracie : svůdná přitažlivost autoritářství. Praha; Plzeň: Beta-Dobrovský; Ševčík, 2020. 190 s. ISBN 978-80-7593-289-1. ISBN 978-80-7291-256-8.
- Autocracy, Inc., The Dictators Who Want to Run the World. Doubleday, New York 2024, ISBN 0-241-62789-3.

### Rozhlasová adaptace
Český rozhlas Plus připravil adaptaci knihy Soumrak demokracie. Svůdná přitažlivost autoritářství v překladu Petrušky Šustrové. V režii Lukáše Kopeckého a pod dramaturgickým dohledem Aleny Blažejovské v ní účinkuje Helena Čermáková. Premiéra vysílání proběhla 22. listopadu 2021 v rubrice Radiokniha.